# Daniela Ceballos
Daniela Ceballos Gallegos (Temuco, Chile, 30 de enero de 1993) es una futbolista chilena que se desempeña como defensa en Deportes Recoleta de la Primera División de fútbol femenino de Chile.

## Vida
Su infancia la vivió en Padre Las Casas, a un costado de la ciudad de Temuco, lugar donde a los 15 años comenzó a jugar a nivel amateur. 
De 2010 a inicios de 2013 disputó campeonatos amistosos vistiendo la camiseta de Unión Temuco. 
El 23 de febrero de 2013, en la primera fecha del Apertura 2013 disputó su primer partido en el profesionalismo frente a Rangers. Desde su debut hasta la actualidad se ha desempeñado en el rol de lateral izquierdo.
Tras la fusión institucional entre Unión Temuco y Deportes Temuco, Daniela pasó a representar la camiseta albiverde, equipo que defendió durante seis temporadas entre los años 2014 y 2019.
En el segundo semestre de 2019, tras un breve paso por Delfín Sporting Club  arriba a  Universidad de Concepción donde tardo poco tiempo en consolidarse como titular indiscutida y referente deportiva de la institución. Sumó más de 50 partidos disputados con la camiseta del campanil, periplo en el que fue convocada a la Selección Chilena
En diciembre de 2021 fue elegida en el "Once Ideal" de la primera división Chilena.
En la temporada 2024 ficha por el Club de Deportes Antofagasta de primera división chilena.

## Vida extradeportiva
Daniela es enfermera de la Universidad Autónoma de Chile, profesión que durante mucho tiempo ejerció paralelamente a su carrera de futbolista.

Me recibí de enfermera y por tres años trabajé haciendo turnos extra en el servicio de urgencia para que me calzaran con los horarios de viajes y entrenamientos. Era duro.
Daniela Ceballos